# Prueba de Barfoed

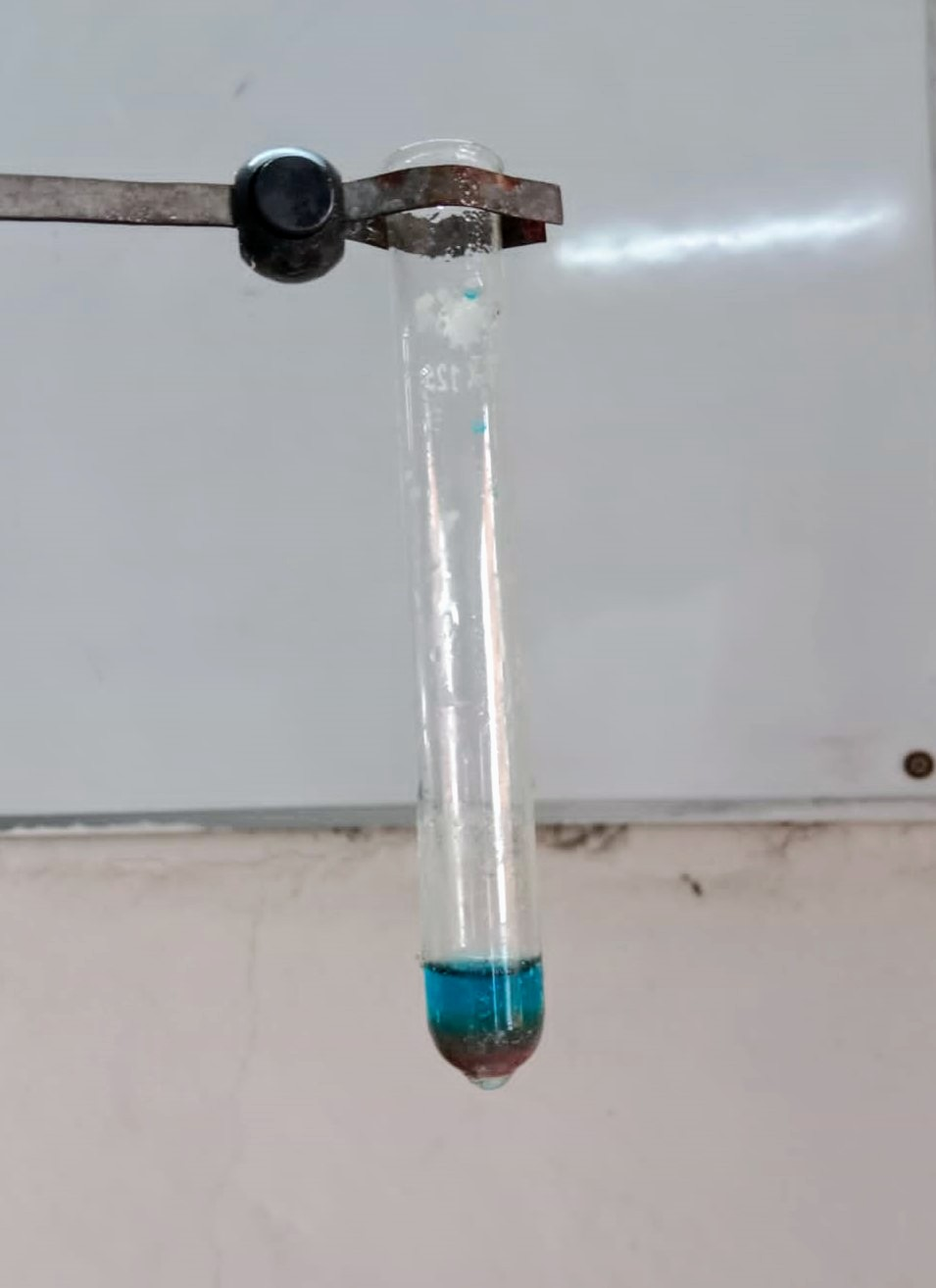
Resultado positivo en la prueba de Barfoed

La Prueba de Barfoed es un ensayo químico utilizado para detectar monosacáridos. Se basa en la reducción de cobre (II) (En forma de acetato) a cobre (I) (En forma de óxido), el cual forma un precipitado color rojo ladrillo.
Los disacáridos también pueden reaccionar, pero en forma más lenta. El grupo aldehído del monosacárido que se encuentra en forma de hemiacetal se oxida a su ácido carboxílico correspondiente. Muchas sustancias, entre ellas el cloruro de sodio, pueden interferir en la prueba.
Esta prueba fue descrita por primera vez por el químico danés Christen Thomsen Barfoed y se utiliza principalmente en botánica. La prueba es similar a la prueba de Fehling. 

## Composición
El reactivo de Barfoed se compone de una solución de 0.33 molar de acetato de cobre neutro en una solución de 1% de ácido acético. No es recomendable guardar el reactivo, sino prepararlo previamente a su uso.